# 交口大王庙
交口大王庙，位于山西省阳泉市盂县仙人乡交口村，已列为山西省文物保护单位。

## 保护
2021年8月4日，交口大王庙由山西省人民政府公布为第六批山西省文物保护单位，编号6-68。